# کنستنس کیس
کنستنس کیس (انگلیسی: Constance Kies; december ۱۳, ۱۹۳۴ – ۳۰ نوامبر ۱۹۹۳ (۵۸ ساله)) دانشمند تغذیه و رژیم‌شناس آمریکایی بود. کیز سه سال به‌عنوان معلم مدرسه عمومی کار کرد و سپس برخلاف نقش جنسیتی مرسوم زمان خود، مدرک کارشناسی ارشد و دکتری را از دانشگاه ویسکانسین-مدیسن دریافت کرد. در طول ۳۰ سال فعالیت حرفه‌ای خود در دانشگاه نبراسکا-لینکلن، کیز در زمینه بیوشیمی تغذیه تحقیق کرد. او با انجام تحقیقات موضوعی انسانی، روابط بین مواد معدنی، پروتئین‌ها و فیبر غذایی را بررسی کرد. یافته‌های او منجر به پیشرفت در درک متابولیسم مس و پروتئین در انسان شد. کیز جوایزی از جمله جایزه بوردن را دریافت کرد و عضو کالج تغذیه آمریکا بود. او همچنین یک فمینیست و عضو سازمان ملی زنان و اتحادیه اقدام برای برابری زنان بود. کیز سه ماه پس از تشخیص سرطان رحم درگذشت.

## اوایل زندگی و تحصیلات
کیز در ۱۳ دسامبر ۱۹۳۴ در بلو ریور، ویسکانسین متولد شد. مادرش معلم و پدرش سرپرست سیستم مدارس بود. خانواده او، شامل کیز و سه خواهرش کوزت، کامیلا و کارولین به مزرعه‌ای در پلتیویل، ویسکانسین نقل مکان کردند. کیز در دبیرستان پلاتویل شاگرد ممتاز شد. او در کالج ایالتی ویسکانسین، پلاتویل تحصیل کرد و بورسیه Regents Fellowship و دیگر افتخارات علمی را دریافت کرد. در سال ۱۹۵۵، مدرک کارشناسی در رشته انگلیسی را با گرایش‌های فرعی در تاریخ، جغرافیا، علوم کتابداری و اطلاع‌رسانی و اقتصاد خانه دریافت کرد.
پس از فارغ‌التحصیلی، کیز به مدت سه سال به تدریس در مدارس عمومی پرداخت. در این مدت، او متوجه شد که به دلیل نقش جنسیتی سنتی به تدریس روی آورده است. او برای تحصیلات تکمیلی پس‌انداز کرد و در حین تدریس، بدن انسان را مطالعه کرد. کیز در سال ۱۹۶۰ مدرک کارشناسی ارشد در رشته تغذیه و مواد غذایی و در سال ۱۹۶۳ دکترای خود را در خوراک انسان و فیزیولوژی پزشکی از دانشگاه ویسکانسین-مدیسن دریافت کرد. پایان‌نامه کارشناسی ارشد او با عنوان «مطالعاتی در دفع نیتروژن ادراری» بود. رساله دکترای او با عنوان «تأثیر نسبت اسید آمینه ضروری به غیرضروری در انسان بالغ و موش» بود.

## حرفه
پس از دریافت دکترا، کیز در سال ۱۹۶۳ به‌عنوان استادیار در گروه غذا و تغذیه دانشگاه نبراسکا-لینکلن مشغول به کار شد. او در سال ۱۹۶۵ دانشیار و در ۱۹۶۸ استاد تمام شد. تحقیقات او بر بیوشیمی تغذیه متمرکز بود.
کیز نویسنده‌ای پرکار بود. اولین مقاله خود را در سال ۱۹۶۵ در مجله تغذیه منتشر کرد. او سیزده مقاله در این ژورنال و مقالات دیگری در مجله آمریکایی تغذیه بالینی, مجموعه مقالات فدراسیون و مجله کالج آمریکایی تغذیه منتشر کرد. او بیش از ۱۰۰ مقاله علمی هم‌تراز و چندین کتاب و فصل در مورد مواد معدنی و پروتئین‌های گیاهی نوشت. کیز کنفرانس‌های ملی مرتبط با آهن، کلسیم و مس را سازماندهی و بعداً تک‌نگاری‌هایی از این کنفرانس‌ها را ویرایش کرد.
در سال ۱۹۷۴، او ۷۰٪ وقت خود را به تحقیق در ایستگاه تحقیقاتی UNL اختصاص داد و باقی را صرف تدریس دروس تغذیه کرد. او در مسائل زنان نیز فعال بود و به‌عنوان هماهنگ‌کننده کلاس «زنان در جامعه معاصر» در UNL خدمت کرد. او مشاور مرکز منابع زنان UNL و گروه اقدام زنان دانشگاهی بود. کیز بر این باور بود که درک تبعیض ناخودآگاه علیه زنان در محیط‌های دانشگاهی دشوار است و زنان در رشته اقتصاد خانه معمولاً جدی گرفته نمی‌شوند.
در سال ۱۹۸۷، کیز جایزه استاد مدعو برجسته را از وزارت بهداشت جمهوری خلق چین دریافت کرد و با دانشگاه شاندونگ همکاری کرد. او روش‌شناسی مطالعات متابولیسم انسانی را آموزش داد و دانشجویان چینی را برای تحصیل در ایالات متحده جذب کرد.